# مو ویلیامز
مو ویلیامز (انگلیسی: Mo Williams؛ زادهٔ ۱۹ دسامبر ۱۹۸۲) بازیکن بسکتبال اهل ایالات متحده آمریکا است.

## حرفه
از باشگاه‌هایی که در آن بازی کرده‌است می‌توان به پورتلند تریل بلیزرز، شارلوت هورنتس، یوتا جاز، میلواکی باکس، مینه‌سوتا تیمبرولوز، لس آنجلس کلیپرز، و کلیولند کاوالیرز اشاره کرد.